# 沙蒂尼翁维尔
沙蒂尼翁维尔（法語：Chatignonville，法語發音：[ʃatiɲɔ̃vil] ⓘ）是法国法兰西岛大区埃松省的一个市镇，属于埃唐普区。

## 地理
沙蒂尼翁维尔（48°28'3"N, 1°55'54"E）面积5.13 平方千米，位于法国法蘭西島大區埃松省，该省份为法国北部内陆省份，北起上塞纳省和马恩河谷省，西接厄尔-卢瓦省和伊夫林省，南至卢瓦雷省，东临塞纳-马恩省。
与沙蒂尼翁维尔接壤的市镇（或旧市镇、城区）包括：阿兰维尔、博斯地区加朗西耶尔、欧通拉普莱讷、科尔布勒斯。

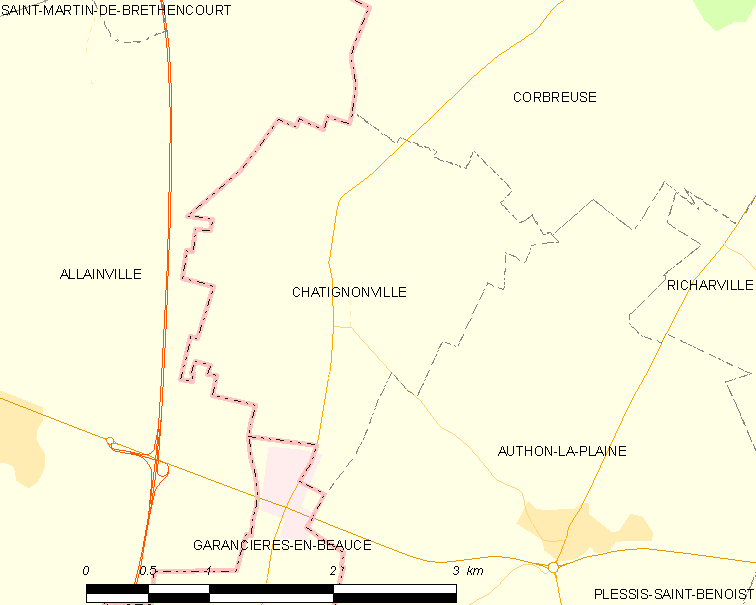
沙蒂尼翁维尔的OSM定位图

沙蒂尼翁维尔的时区为UTC+01:00、UTC+02:00（夏令时）。

## 行政
沙蒂尼翁维尔的邮政编码为91410，INSEE市镇编码为91145。

## 政治
沙蒂尼翁维尔所属的省级选区为埃唐普县。

## 人口

1962-2008年间沙蒂尼翁维尔人口变化图示

沙蒂尼翁维尔于2022年1月1日时的人口数量为71人。